# Катайський район
Ката́йський район (рос. Катайский район) — адміністративна одиниця Курганської області Російської Федерації.
Адміністративний центр — місто Катайськ.

## Населення
Населення району становить 21590 осіб (2017; 23991 у 2010, 28099 у 2002).

## Адміністративно-територіальний поділ
На території району 1 міське поселення та 12 сільських поселень:
| Поселення                         | Площа, км² | Населення, осіб (2002) | Населення, осіб (2010) | Населення, осіб (2017) | Центр                | Населені пункти |
| --------------------------------- | ---------- | ---------------------- | ---------------------- | ---------------------- | -------------------- | --------------- |
| Катайське міське поселення        | 169,56     | 15836                  | 14003                  | 12585                  | Катайськ             | 1               |
| Боровська сільська рада           | 72,63      | 999                    | 950                    | 943                    | Боровське            | 2               |
| Великокасаргульська сільська рада | 150,62     | 423                    | 254                    | 202                    | Велике Касаргульське | 3               |
| Верхньоключевська сільська рада   | 234,20     | 1573                   | 1226                   | 1128                   | Верхньоключевське    | 7               |
| Верхньопісківська сільська рада   | 117,47     | 549                    | 465                    | 410                    | Верхні Піски         | 2               |
| Верхньотеченська сільська рада    | 459,02     | 1824                   | 1287                   | 811                    | Верхня Теча          | 8               |
| Ільїнська сільська рада           | 108,45     | 2189                   | 2112                   | 1932                   | Ільїнське            | 3               |
| Нікітинська сільська рада         | 184,90     | 496                    | 395                    | 344                    | Нікітинське          | 7               |
| Петропавловська сільська рада     | 115,27     | 751                    | 554                    | 482                    | Петропавловське      | 1               |
| Улугушська сільська рада          | 195,69     | 397                    | 161                    | 107                    | Улугушське           | 3               |
| Ушаковська сільська рада          | 347,29     | 1228                   | 1190                   | 1121                   | Ушаковське           | 5               |
| Шутинська сільська рада           | 299,10     | 723                    | 486                    | 431                    | Шутино               | 4               |
| Шутіхінська сільська рада         | 241,66     | 1111                   | 908                    | 824                    | Шутіхінське          | 3               |

20 вересня 2018 року була ліквідована Корюковська сільська рада (територія приєднана до складу Ушаковської сільської ради). 31 жовтня 2018 року були ліквідовані Зирянська сільська рада (територія приєднана до складу Верхньоключевської сільської ради) та Лобановська сільська рада (територія приєднана до складу Верхньотеченської сільської ради).

## Найбільші населені пункти
| №  | Населений пункт   | Населення, осіб (2002) | Населення, осіб (2010) |
| -- | ----------------- | ---------------------- | ---------------------- |
| 1  | Катайськ          | 15 836                 | 14 003                 |
| 2  | Ільїнське         | 1 786                  | 1 757                  |
| 3  | Боровське         | 785                    | 720                    |
| 4  | Ушаковське        | 606                    | 661                    |
| 5  | Шутіхінське       | 699                    | 631                    |
| 6  | Верхньоключевське | 716                    | 568                    |
| 7  | Петропавловське   | 751                    | 554                    |
| 8  | Верхня Теча       | 634                    | 545                    |
| 9  | Верхні Піски      | 388                    | 350                    |
| 10 | Корюково          | 403                    | 340                    |